# ذا ماسكد سينغر (برنامج تلفزيوني بريطاني)
ذا ماسكد سينغر (بالإنجليزية: The Masked Singer)‏ هو برنامج تلفزيوني واقعي بريطاني منبي على البرنامج الكوري كينغ أوف ماسك سينغر،تم عرض الموسم الأول على قناة آي تي في في 4 يناير 2020.

## وصلات خارجية
- ذا ماسكد سينغر (برنامج تلفزيوني بريطاني) على موقع IMDb (الإنجليزية)
- ذا ماسكد سينغر (برنامج تلفزيوني بريطاني) على موقع روتن توميتوز (الإنجليزية)
- ذا ماسكد سينغر (برنامج تلفزيوني بريطاني) على موقع قاعدة بيانات الفيلم (الإنجليزية)